# 프리드리히 1세 폰 데어 팔츠 선제후
프리드리히 1세(Friedrich I. von der Pfalz, 1425년 8월 1일 ~ 1476년 12월 12일)는 비텔스바흐가 출신의 팔츠 선제후(재위: 1451년 ~ 1476년)이다. 별명은 승리공(der Siegreiche).

## 생애

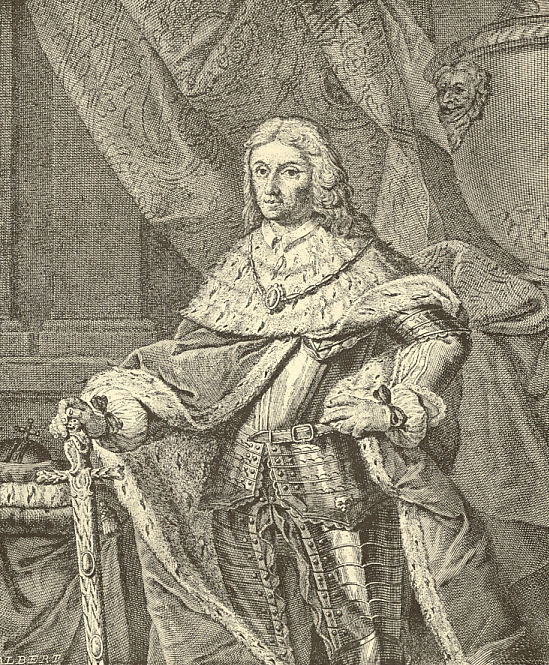
프리드리히 1세를 표현한 바로크 풍의 판화

그는 팔츠 선제후 루트비히 3세와 그의 둘째 부인 마틸데 디 사보이아 사이에 태어났다. 그의 외조부모들은 모레아 공작 아메데오 디 사보이아아카이아와 그의 부인 카테리나 데이 콘티 델 제네베세(Caterina dei conti del Genevese)이다.
그는 그의 형 루트비히 4세가 사망한 후, 그의 조카 필립의 섭정으로서 팔츠 선제후국을 통치했다. 그는 1451년에 그의 조카를 입양하였고 혼인을 거부했다. 이 "찬탈"로 , 그는 적벌한 선제후가 되기 위한 권한을 갖게 되었다. 이 행위는 제국법을 반하는 것이였으며, 신성 로마 제국 황제 프리드리히 3세는 프리드리히의 지위에 대한 승인을 거부했다. 그러나 황제는 전략가이자 바이에른 공작 루트비히 9세와 동맹이던 프리드리히를 교체시키지는 않았다.
프리드리히는 또한 황제 세력의 동참자들인 브란덴부르크 선제후 알브레히트 3세 아킬레스와 마인츠 대주교 디터 폰 이젠부르크를 패배시켜내고 영토를 늘렸다. 바이에른 전쟁 동안에 벌어진 제켄하임 전투에서, 프리드리히는 그의 적대자였던 주교 게오르크 폰 바덴, 바덴 변경백 카를 1세, 뷔르템베르크 백작 울리히 5세를 생포해냈다.

## 혼인과 자녀
1471년/1472년, 프리드리히는 그의 오랜 기간 정부였던 클라라 토트와 결혼했다. 그녀는 평민이였고 이는 귀천상혼으로 여겨진다. 그들은 두 명의 자식을 두었다:
- 프리드리히 폰 비텔스바흐(Friedrich von Wittelsbach, 1461년–1474년).
- 루트비히 1세 폰 뢰벤슈타인 (1463년 9월 29일 - 1524년) : 처음에는 엘리사베트 폰 몬트포르트(Elisabeth von Montfort)와 혼인했고 소피아 뵈클린(Sophia Böcklin)과 재혼했다. 뢰벤슈타인 통치자의 먼 조상인 그는 포르투갈 국왕 미겔의 아내 아델하이드 폰 뢰벤슈타인-베르타임-로젠베르크의 18대 조상이다.